# Siphonini
Siphonini (лат.) — триба двукрылых семейства тахин подсемейства Tachininae.

## Описание
Длина тела правило 2—6,5 мм. Половой диморфизм в строении головы слабо выражен. Глаза голые или почти голые. На лбу 3-5 щетинок. Исключение составляет вид Proceromyia pubioculata, у которого глаза покрыты густыми волосками и 8—12 лобных щетинок. Простернум у большинства видов с одной или несколькими парами щетинок, редко без щетинок. Щиток с тремя парами крепких щетинок (базальные в основании, латеральные по бокам и субапикальные около вершины) и пары коротких апикальных щетинок на самой вершине щитка. Субапикальные щетинки самые длинные и сходящиеся или скрещенные. Крылья относительно короткие и широкие. Брюшко яйцевидно-вытянутое. В репродуктивной системе самок две сперматеки, в отличие от подавляющего большинства других представителей семейства тахин, имеющие три сперматеки.

## Образ жизни
Личинки являются главным образом паразитоидами гусениц чешуекрылых. Из других отрядов в качестве хозяев известны только три семейства из других отрядов насекомых: Pyrrhocoridae (Hemiptera), Tenthredinidae (Hymenoptera) и Tipulidae (Diptera). Среди чешуекрылых предпочтение отдаётся семействам пядениц и совок. Наиболее широкий круг хозяев отмечен для рода Actia, которые паразитируют на представителях 15 семейств чешуекрылых.

## Классификация
В мировой фауне около 300 видов из 10 родов.
- Actia Robineau-Desvoidy, 1830
- Ceromya Robineau-Desvoidy, 1830
- Deltoceromyia Townsend, 1931
- Entomophaga Lioy, 1864
- Galsania Richter, 1993
- Goniocera Brauer & Bergenstamm, 1891
- Peribaea Robineau-Desvoidy, 1863
- Proceromyia Mesnil, 1957
- Siphona Meigen, 1803
- Trichotopteryx Townsend, 1919

## Распространение
Представители трибы встречаются во всех зоогеографических областях. Среди родов космополитами являются Ceromya, Actia и Siphona.